# Common Desktop Environment
CDE (Common Desktop Environment) es un entorno de escritorio gráfico para Unix, también utilizado en OpenVMS, basado en la biblioteca Motif. CDE fue desarrollado en conjunto por Hewlett-Packard, IBM, Novell y Sun Microsystems. Desde 1996 es responsabilidad de The Open Group.
Hasta aproximadamente el año 2000, CDE era considerado el escritorio estándar para los sistemas Unix, pero al mismo tiempo, escritorios de software libre como KDE y GNOME fueron ganando madurez y convirtiéndose en partes esenciales de la plataforma GNU/Linux. Hacia el 2001, Hewlett-Packard y Sun Microsystems anunciaron que reemplazarían CDE por GNOME para sus sistemas Unix.
Aun así, HP-UX y las versiones de Sun Solaris 10 (al menos hasta la 3/05) aún lo incluyen, y no hay planes de cambiarlo a corto plazo, por cuanto todavía representa una alternativa estable para el usuario que mantiene un uso específico de su estación.
Inicialmente el entorno Xfce tenía un aspecto similar al de CDE.

## Sistemas operativos que utilizan CDE
- IBM AIX
- Tru64 UNIX (anteriormente conocido como Digital UNIX, de Hewlett-Packard)
- HP-UX (Hewlett-Packard) desde su versión 10.10
- OpenVMS
- Solaris (de Sun Microsystems)
- UnixWare
- IRIX
- GNU/Linux (inicialmente para Red Hat Enterprise Linux en 1997, posteriormente para cualquier GNU/Linux a partir de la liberación de su código en 2012)
- FreeBSD (a partir de la liberación de su código en 2012)
- NetBSD (a partir de la liberación de su código en 2012)
- OpenBSD (a partir de la liberación de su código en 2012)
- OpenIndiana (a partir de la liberación de su código en 2012)